# Morley Callaghan
Morley Callaghan, CC, O.Ont, (* 22. Februar 1903 in Toronto, Ontario; † 25. August 1990 ebenda) war ein kanadischer Schriftsteller.

## Leben
Der Sohn englischer Einwanderer studierte Rechtswissenschaft in Toronto, ohne einen juristischen Beruf zu ergreifen. Stattdessen arbeitete er in den 1920er Jahren für den Toronto Star und lernte er Ernest Hemingway kennen. Wie dieser schrieb auch Callaghan prägnante, realistische und psychologisch einsichtige Kurzgeschichten. 1929 gehörte er für einige Monate auch zum Kreis der modernen Literaten des Montparnasse in Paris, zu dem neben Hemingway unter anderem Ezra Pound, Gertrude Stein, F. Scott Fitzgerald und James Joyce zählten. 1963 beschrieb Callaghan diese Jahre, unter anderem auch einen Boxkampf, den er sich mit Hemingway lieferte, wobei er ihn klar besiegte.
Callaghans Romane und Kurzgeschichten handeln oft von katholisch geprägten Charakteren mit starkem, aber verletztem Selbstwertgefühl. Zu den ersten Werken gehören Strange Fugitive 1928, A Native Argosy 1929, A Broken Journey 1928 und Such is my Beloved 1934. In den folgenden Jahren bis 1950 schrieb er weitgehend journalistische Texte. Als sein Meisterwerk gilt der Roman The Loved and the Lost von 1951. Zu den späteren Werken zählen: The Many Colored Coat (1960), A Passion in Rome (1961), Stories (1967), A Fine and Private Place (1975), A Time for Judas (1983), Our Lady of the Snows (1985) und A Wild Old Man Down the Road (1988).
Callaghan wurde mehrmals für seine Werke ausgezeichnet (u. a. 1960 die Lorne Pierce Medal für Literatur der Royal Society of Canada). 1982 wurde er zum Member of the Order of Canada ernannt. 1986 erhielt er von der Stadt Toronto den Toronto Book Awards für Our Lady of the Snows.
Er hatte zwei Kinder, Michael und Barry, letzterer wurde selbst Schriftsteller. Callaghan starb nach kurzer Krankheit im Alter von 87 Jahren.

## Werk
Romane
- Strange Fugitive – 1928
- It's Never Over – 1930
- A Broken Journey – 1932
- Such Is My Beloved – 1934
- They Shall Inherit the Earth – 1935
- More Joy in Heaven – 1937
- The Loved and the Lost – 1951
- The Many Colored Coat – 1960 (Neuauflage als The Man with the Coat, 1988)
- A Passion in Rome – 1961
- A Fine and Private Place – 1975
- A Time for Judas – 1983
- Our Lady of the Snows – 1985 (basierte auf seiner Novelle The Enchanted Pimp)
- A Wild Old Man on the Road – 1988

Novellen
- No Man's Meat. 1931
- Two fishermen. 1934[4]
  - Übers. Helmut von Einsiedel: Zwei Männer angeln. in Kanada erzählt. Hg. Stefana Sabin. Fischer TB 10930, Frankfurt 1992, S. 33–44.
  - Übers. Walter E. Riedel: Die beiden Angler, in Moderne Erzähler der Welt: Kanada. Horst Erdmann, Stuttgart 1976, S. 157–166.
- Luke Baldwin's Vow – 1948 (Neuauflage The Vow, 2006)
- The Varsity Story – 1948
- An Autumn Penitent – 1973 (und In His Own Country)
- Close to the Sun Again – 1977
- No Man's Meat and The Enchanted Pimp – 1978

Kurzgeschichten
- A Native Argosy – 1929
- Now That April's Here and Other Stories – 1936
- Morley Callaghan's Stories. 1959
  - Auszug, Übers. Gerhard Böttcher: Ein Krankenbesuch. In: Die weite Reise. Kanadische Erzählungen und Kurzgeschichten. Verlag Volk und Welt, Berlin 1974, S. 17–26.
- Stories – 1967
- The Lost and Found Stories of Morley Callaghan – 1985
- The Morley Callaghan Reader – 1997
- The New Yorker Stories. 2001
- The Complete Stories. (four volumes) 2003
- The Sentimentalists.

Sachbücher
- That Summer in Paris: Memories of Tangled Friendships with Hemingway, Fitzgerald and Some Others. 1963
- Winter. 1974

Theaterstücke
- Turn Again Home (basierte auf dem Roman They Shall Inherit the Earth, produziert in New York 1940, und unter dem Titel Going Home in Toronto 1950 aufgeführt)
- Just Ask George (produziert in Toronto, 1940)
- To Tell the Truth (produziert in Toronto, 1949)
- Season of the Witch. 1976

## Adaptionen
Verfilmungen
- The Cap (1984)